# Hipis
Hipis de Regio (Hippys, Ἵππυς o Ἵπυς) fue un historiador y logógrafo griego natural de Regio que vivió durante las guerras médicas (siglo V a. C.) y escribió una obra sobre Sicilia (τὰς Σικελικὰς πράξεις, Sikeliká ), en cinco libros,   y Κτίσιν Ἰταλίας, un ensayo sobre antigua mitología de Italia (similar a la obra romana Origenes). Otra obra suya fue Χρονικά o Ἀργολογικῶν, en cinco libros.                   
Fue nombrado por Claudio Eliano, por Plutarco y por Esteban de Bizancio.
Parece que la propia existencia de este autor, según los estudiosos, debería ser cuestionadaː Hipis es una falsificación posterior de un autor, Mies, de origen neopitagórico, que afirmó haber realizado un epítome; además, los propios títulos transmitidos remiten a intereses helenísticos, y no arcaicos.